# Zespół Toriello-Careya
Zespół Toriello-Careya (agenezja ciała modzelowatego z anomaliami twarzy i sekwencją Robina, ang. Toriello-Carey syndrome, agenesis of corpus callosum with facial anomalies and Robin sequence) – rzadki zespół wad wrodzonych, opisany po raz pierwszy przez Toriello i Careya w 1988 roku u czwórki dzieci. Termin zespołu Toriello-Careya wprowadził Lacombe i wsp. w 1992 roku. Dziedziczenie jest najprawdopodobniej autosomalne recesywne, chociaż przedstawiano też dowody na dziedziczenie sprzężone z płcią.

## Objawy i przebieg
Na fenotyp zespołu składają się:
- agenezja ciała modzelowatego
- hipotonia mięśniowa
- cechy dysmorficzne twarzy:
  - telekantus
  - krótkie szpary powiekowe
  - mały nos
  - przodopochylenie nozdrzy
- nieprawidłowy kształt małżowin usznych
- sekwencja Robina
- nadmiar skóry na karku
- wady krtani
- wrodzone wady serca
- fibroelastoza wsierdzia[5]
- krótkie kończyny górne